# 리 캘훈
리 퀸시 캘훈(Lee Quincy Calhoun, 1933년 2월 23일 ~ 1989년 6월 22일)은 미국의 허들 선수이자, 올림픽 110m 허들 2연승을 하였다.
미시시피주 로렐 출신으로 노스캐롤라이나 중앙 대학교를 대표하여 2회의 NCAA 선수권 120 야드 허들 우승(1956, 1957), AAU 선수권 대회에서 2회의 110m 허들 우승(1956, 1959)과 1회의 120 야드 허들 우승(1957)을 하였다.
1956년 멜버른 올림픽에서 캘훈은 결승전에서 놀랍게고 거의 완전한 초 시간에 의하여 110m의 개인 전력을 향상시켰다. 금메달 획득을 위하여 13.5초를 달려 앞에서 자신의 어깨가 선을 지나간 돌입과 함께 동료 잭 데이비스를 헤쳤다.
1958년 텔레비전 게임 쇼 〈신부와 신랑〉에서 선물을 받은 이유로 출전 정지를 당하다가, 1960년 로마 올림픽에서 자신의 전성기를 지난 것이 보였다. 올림픽이 열리기 조금 전, 세계 기록 13.2초를 세워 주요 우승 후보로서 경기에 떠났다. 결승전에서 13.98초를 세워 윌리 메이를 0.01초 차이로 꺾고 우승하였다.
은퇴 후에 대학 육상 코치가 되었으며, 그램블링 주립 대학교, 예일 대학교, 웨스턴 일리노이 대학교에서 차례로 맡았다. 1976년 몬트리올 올림픽에서 조감독을 지냈다.
1974년에는 국립 육상 명예의 전당에 헌액되었다.
56세의 나이로 펜실베이니아주 이리에서 사망하였다.